# دبا الحصن
دِبّاء الحِصن (یا دبّاء الحُصن) نام شهری و منطقه‌ای کشاورزی از کشور امارات متحده عربی است که به امارت شارجه تعلق دارد ولی از خاک آن امارت جدا افتاده و در کرانه دریای عمان واقع شده‌است. به دلیل وجود دو شهر دیگر به همین نام (دبا)، و برای تمیز از همدیگر نام شهر دِبّاء الحِصن نامیده شده‌است. جمعیت این شهر ۲۶٫۳۹۵ نفر است..
این سه شهر در کرانهٔ دریای عمان واقع شده‌است و به شرح زیر می‌باشند:
- دِبّاء الحِصن از توابع امارات شارجه است.[۳]
- دبا الفجیره از توابع امارات فجیره است.[۳]
- دِبّاء البیعه از توابع سلطنت عمان است.[۳]

## سه شهر دور افتاده از خاک شارجه
دبا الحصن شهری کوهستانی با مناظری خلاب در نوار ساحلی دریای عمان واقع است. این شهر یکی از سه شهرهای توابع امارت شارجه:
- خور فکان
- کلباء
- دبا الحصن است.[۴] که در ساحل شرقی از امارات متحده عربی قرار دارند و از خاک امارات شارجه فاصله دارند و به دور افتاده است.[۵]